# Pablo Solarz
Pablo Solarz (Buenos Aires, 9 de desembre de 1969) és un guionista i director cinematogràfic argentí internacionalment conegut gràcies a la seva pel·lícula hispano-argentino-polonesa El último traje, protagonitzada per Miguel Ángel Solá l'any 2017 i que va ser candidata als XXXII Premis Goya.

## Biografia
Pablo Solarz es va llicenciar a l'Escuela de Teatro de Buenos Aires i ha treballat com a actor de teatre. Ha estat director de teatre i professor en aquest camp a l'Argentina, Mèxic i Colòmbia.
Després d'estudiar cinema en Chicago, va tornar el seu país natal, on ha desenvolupat principalment la seva carrera.
És docent en la carrera de cinema de l'Escuela 'Altos de Chavón', de República Dominicana, i s'ha exercit com a tutor en el concurso Desenvolupament de Guions de l'INCAA.

## Filmografia com a guionista (selecció)
Entre els seus treballs com a guionista destaquen la sèrie televisiva Por ese palpitar i les pel·lícules següents:
- 2003. Historias mínimas,[6] de Carlos Sorín
- 2008. El frasco, d'Alberto Lecchi. Premi al millor guió a la XV Mostra de Cinema Llatinoamericà de Catalunya[7]
- 2008. Un novio para mi mujer, de Juan Taratuto
- 2008. ¿Quién dice que es fácil?
- 2011. Juntos para siempre
- 2016. Me casé con un boludo
- 2017. El último traje[8]

## Curtmetratges (selecció)
- 2005. El loro

## Filmografia com a director
- 2011. Juntos para siempre
- 2017. El último traje[9]